# Herpeperas phoenopasta
Herpeperas phoenopasta är en fjärilsart som beskrevs av George Francis Hampson 1926. Herpeperas phoenopasta ingår i släktet Herpeperas och familjen nattflyn. Inga underarter finns listade i Catalogue of Life.